# Ryszard Przybysz
Ryszard Stanisław Przybysz, poljski rokometaš, * 8. januar 1950, Koło, † 23. februar 2002, Łódź.
Leta 1976 je na poletnih olimpijskih igrah v Montrealu v sestavi poljske rokometne reprezentance osvojil bronasto olimpijsko medaljo.